# Ana Comneno Ángelo
Ana Comneno Ángelo (aprox. 1176-1212) era la hija del emperador bizantino Alejo III Ángelo y Eufrosina Ducaina Kamatera.
Su primer matrimonio fue con el sebastocrátor Isaac Comneno, un sobrino nieto del emperador Manuel I Comneno. Tuvieron una hija, Teodora Ángelo. Poco después el padre de Ana se convirtió en emperador, en 1195, Isaac Comneno fue enviado a combatir la rebelión valaco-búlgara. Fue capturado, convirtiéndose en rehén de la facción rival búlgara y valaca, y murió en prisión.
Su segundo matrimonio fue con Teodoro Láscaris, eventualmente emperador de Nicea, celebrándose en una doble boda a principios de 1200 y la otra pareja era su hermana Irene y Alejo Paleólogo. Ana y Teodoro tuvieron tres hijas y dos hijos:
- Nicolás Láscaris (fallecido aprox. 1212)
- Juan Láscaris (fallecido aprox. 1212)
- Irene Ducas Comneno Láscaris, que se casó primero con el general Andrónico Paleólogo y luego Juan III Ducas Vatatzés.
- María Láscaris, que se casó con el rey Bela IV de Hungría
- Eudoxia Láscaris, prometida con Roberto de Courtenay, se casó antes de 1230 con Anselmo de Cayeux, gobernador de Asia Menor.